# Michel Le Ray
Michel Le Ray (9 febbraio 1943) è un ex cestista e allenatore di pallacanestro francese.

## Carriera
Con la Francia ha disputato i Campionati mondiali del 1963 e tre edizioni dei Campionati europei (1961, 1965, 1967).

## Palmarès

### Giocatore
- Campionato francese: 4

ASVEL: 1967-68, 1968-69, 1970-71, 1971-72
- Coppa di Francia: 1

ABC Nantes: 1966